# Esino rosso
L'Esino rosso è un vino DOC la cui produzione è consentita nelle province di Ancona e Macerata.

## Caratteristiche organolettiche
- colore: rosso rubino
- odore: caratteristico intenso
- sapore: asciutto

## Produzione
Provincia, stagione, volume in ettolitri
- Ancona  (1995/96)  1049,03
- Ancona  (1996/97)  634,0